# Arco do Teles
O Arco do Teles localiza-se na Praça XV de Novembro, no Centro da cidade do Rio de Janeiro, no Brasil.
Marco arquitetônico na história da cidade, é o que resta da antiga residência da família Telles de Menezes, ela liga a Praça XV à Travessa do Comércio.

## História

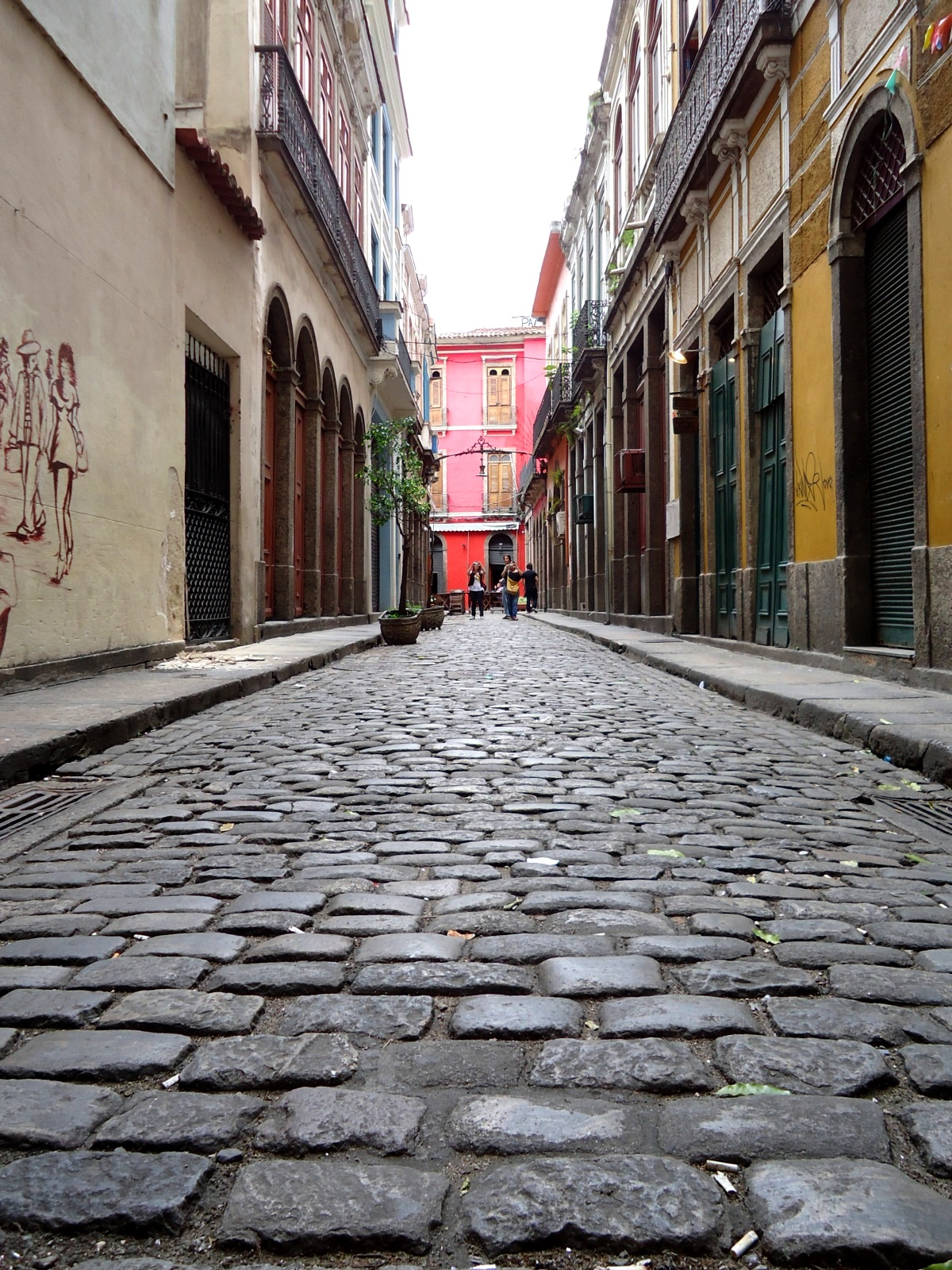
Travessa do Comércio, Praça 15, Centro do Rio. No início do século XX, a Travessa ainda era um dos mais importantes núcleos de imigrantes portugueses do Rio.

Em 1738 a Casa dos Governadores (depois se tornaria o Paço Imperial) começa a ser construída a mando do governador Gomes Freire de Andrade, Conde de Bobadela.  Em 1743 a construção da nova Casa dos Governadores é terminada e a região do Largo do Paço ganha uma grande valorização. Vendo o crescimento da área o juiz português Antônio Telles Barreto de Menezes (que deu origem ao nome do arco) resolve comprar terrenos na área e construir um casario, ou seja um conjunto de casas, a fim de alugar para comerciantes e para as classes mais altas do Rio de Janeiro.
No meio das construções das casas o engenheiro português José Alpoim encontrou um problema, a construção das casas obstruía a passagem da travessa do Mercado do Peixe (atual travessa do Comércio), foi então que Alpoim resolveu criar um arco no meio de um dos prédios, que viria a ser o Senado da Câmara (equivalente a Câmara Municipal), atualmente o arco fica no número 34, da Praça XV de Novembro.
A sua construção é datada do século XVIII, para comunicar a antiga praça do Carmo (atual praça 15 de Novembro) e a rua da Cruz (atual rua do Ouvidor). À época dos governadores-gerais e dos vice-reis era frequentado por toda a sociedade carioca, que ali acorria atraída pela devoção a uma imagem de Nossa Senhora dos Prazeres, colocada em um nicho no interior do arco. O nome pelo qual é conhecido deve a sua origem aos Telles de Menezes, proprietários de prédios no local. Em 1790 um incêndio que começou numa loja próxima a rua Direita (atual rua Primeiro de Março) se alastrou e destruiu a maior parte das casas dos Telles de Menezes, restando apenas a parte que hoje constitui o Arco do Teles.
Após o incêndio a região se desvalorizou e a então classe alta que ali residia foi embora e a área passou a ser habitada por pessoas à margem da sociedade, como ladrões e prostitutas, um episódio interessante que ocorreu após o incêndio foi a retirada da imagem de Nossa Senhora dos Prazeres pelos moradores das redondezas, que não aceitavam que a imagem da santa ficasse em um ambiente tão "depravado", a imagem da santa foi realocado para a Igreja de Santo Antônio dos Pobres, onde está até hoje.
Somente depois de 1808 a área voltou a ser valorizada com a vinda da família real portuguesa, que ficava no Paço Imperial. Com o passar do tempo e a modernização da cidade houve a fuga do eixo de poder da área do Largo do Paço, a região voltou a ser novamente menos valorizada.
Já no século XXI a área é bastante conhecida por sua vida noturna e pelo chamado "happy hour", pois possuí diversos bares, restaurantes e festas, além de ser localizado no centro da cidade facilitando assim o acesso, na parte diurna é conhecida pelo turismo, graças a sua história e arquitetura únicas hoje no centro do Rio de Janeiro e pela presença de diversos movimentos culturais que ocorrem na região.

## Moradores Ilustres
Há duas portuguesas que moraram próximas ao Arco do Teles e merecem destaque.

### Bárbara dos Prazeres
Bárbara era uma imigrante portuguesa que teria nascido por volta de 1770 e morou num prédio próximo ao arco depois do incêndio de 1790. Ela era uma prostituta que após envelhecer teria se envolvido com "magia negra" e virado uma bruxa em sua velhice pois não conseguia mais clientes com a prostituição pela idade. Segundo a crença popular ela teria sido responsável pelo desaparecimento de algumas crianças da época, que foram usadas em rituais para o rejuvenescimento de Bárbara.

### Carmen Miranda
No sobrado de n° 13 funcionava a pensão de refeições e residência de Dona Maria, mãe de Carmen Miranda, ali ela e sua família viveram seis anos, onde sua mãe e vendia comida, as populares quentinhas no Rio de Janeiro, atualmente a onde Carmen morou é um restaurante.

## Características
Constitui-se num arco abatido, com forro de madeira e ombreiras de cantaria, que forma uma passagem sob o prédio de número 34 da atual praça XV, que liga a travessa do Mercado.